# Salsola abrotanoides
Salsola abrotanoides là loài thực vật có hoa thuộc họ Dền. Loài này được Bunge miêu tả khoa học đầu tiên năm 1879.